# Sint-Martinuskerk (Ediger-Eller)
De Sint-Martinuskerk (Duits: St. Martin) is de rooms-katholieke parochiekerk van het aan de Moezel gelegen Ediger-Eller in de Duitse deelstaat Rijnland-Palts. De kerk draagt het patrocinium van de heilige Martinus.

## Locatie
De kerk verheft zich op een rots naast een oude stadspoort uit het jaar 1363 en is gelegen aan de Kirchstraße te Ediger.

## Geschiedenis
Reeds voor 1097 stond hier een romaans godshuis waarvan nog een kleine zuil bestaat (ingemetseld in het huis oostelijk van de kerk). Ook de noordelijke muur van het koor, fundamenten en een opmerkelijk doopvont in het zuidelijke zijschip dateren van deze romaanse bouw. In 1142 werd de kerk van Ediger tot parochiekerk verheven. Mogelijk werden in de 14e eeuw gotische aanpassingen aan het gebouw verricht. In de tweede helft van de 15e eeuw werd de kerk verbouwd tot een tweeschepige hallenkerk. De romaanse toren werd in het begin van de 16e eeuw vervangen door een laatgotische. Tevens werd in de 16e eeuw aan de noordzijde een kapel aangebouwd.
De kerk werd in de jaren 1951-1953 uitgebreid met een noordelijk schip naar ontwerp van de Keulse dombouwmeester Willy Weyres. De oude maaswerkvensters werden in deze nieuwe wand geplaatst. In 1970 en 1974 werd een omvangrijke renovatie uitgevoerd.

## Omschrijving
- De meer dan 60 meter hoge toren bezit wellicht de mooiste spits van alle kerken aan de Moezel. In de toren hangen zes klokken Hosanna (1411), Maria (1512), Martinus (1512), Concordia (1564), Vox clamantis (1564) en Wolfgang (1995).
- Het laatgotische interieur van de kerk heeft een rijk stergewelf met 117 rijk versierde sluitstenen.
- Uit de laatgotische periode bezit de kerk een piëta, een houten crucifix, een houten Man van Smarten (in de kapel noordelijk van het koor), een torenmonstrans uit 1522 en drie misgewaden alsmede liturgische voorwerpen.
- Geheel in gotische traditie bevindt zich in de kapel een grafleggingsgroep. Ook bevindt zich hier recentelijk het uit de Kruiskapel afkomstige 16e-eeuwse steenreliëf met de voorstelling Christus in de Wijnpers en een 16e-eeuws beeld van de apostel Johannes.
- De kerk heeft een groot aantal 17e- en 18e-eeuwse beelden van o.a. Sint-Martinus, Petrus, Paulus, Sint-Barbara, Sint-Rochus, Sint-Sebastiaan, Sint-Jozef en een beeld van Anna te Drieën.
- De rococo-preekstoel en de voormalige communiebank dateren uit het jaar 1784.[1]

## Afbeeldingen

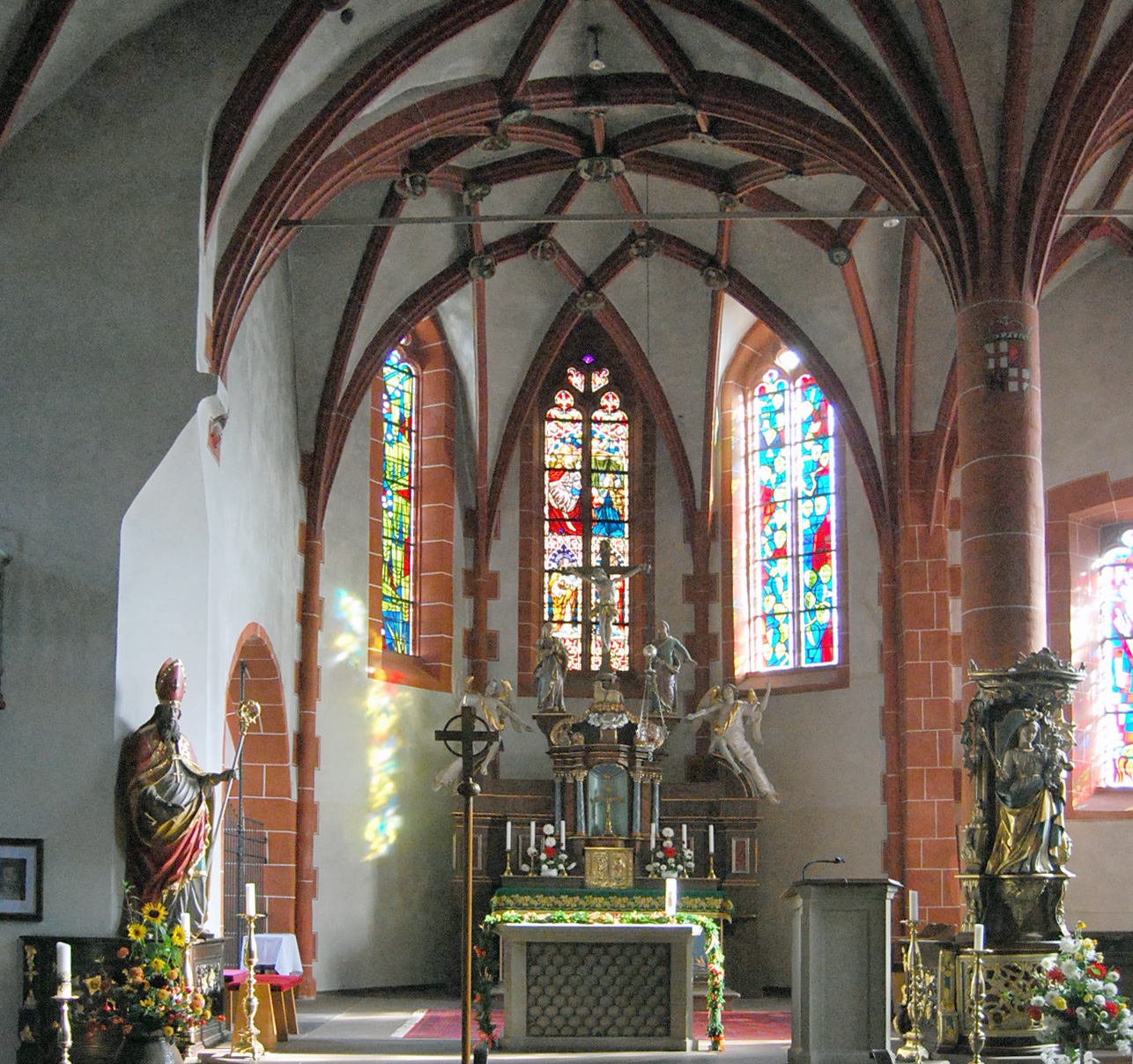
Koor
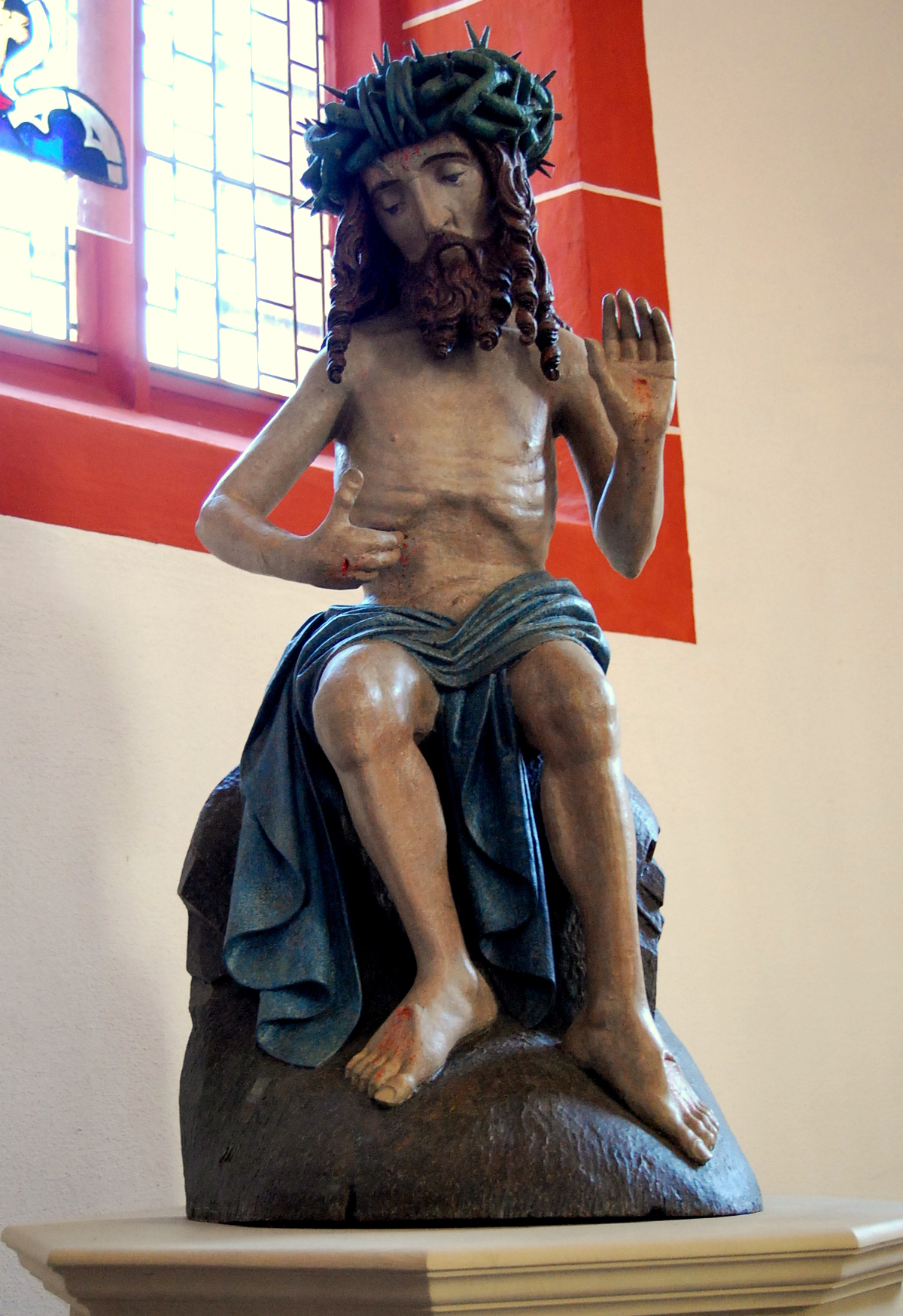
Man van Smarten
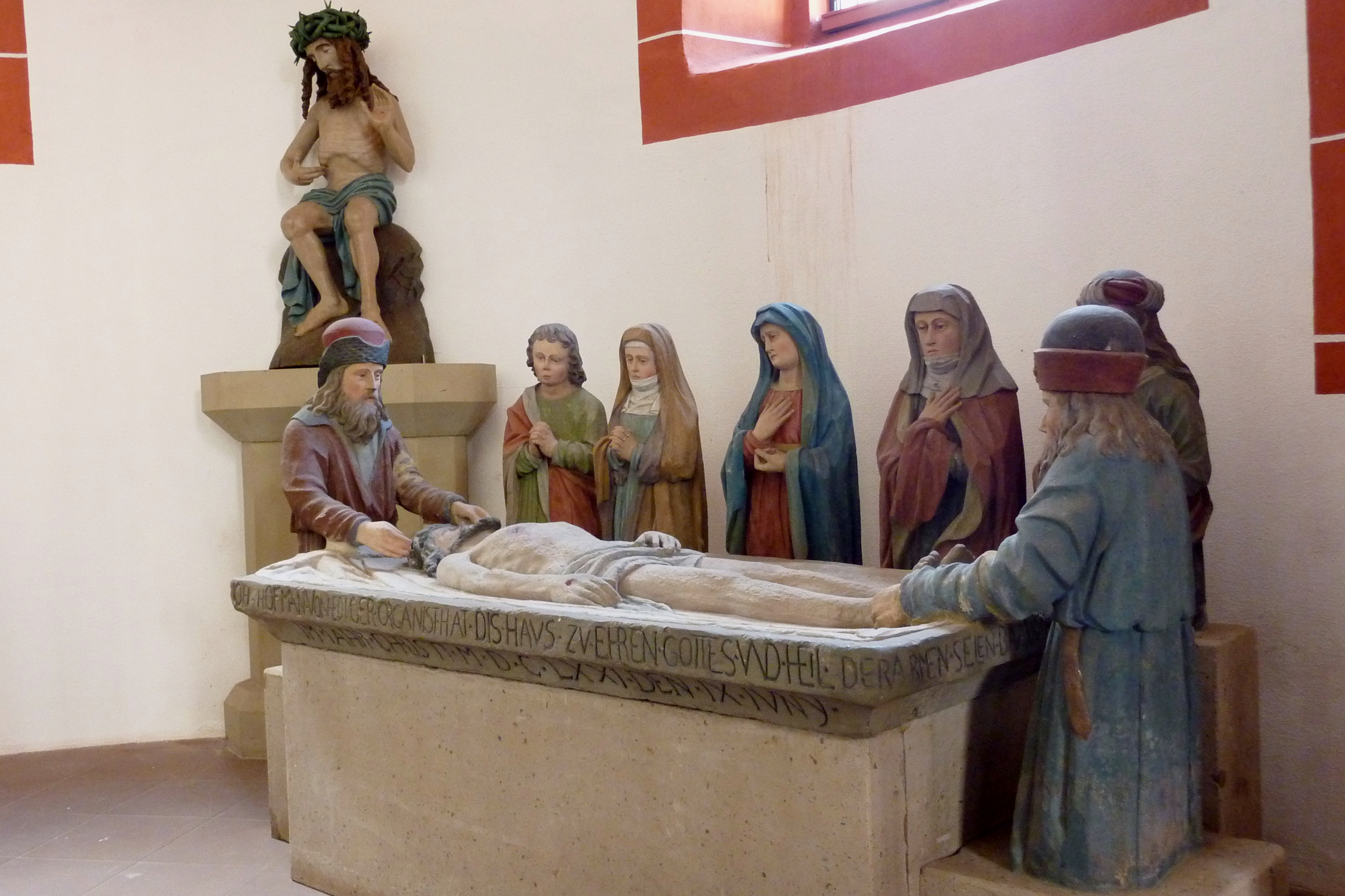
Grafleggingsgroep
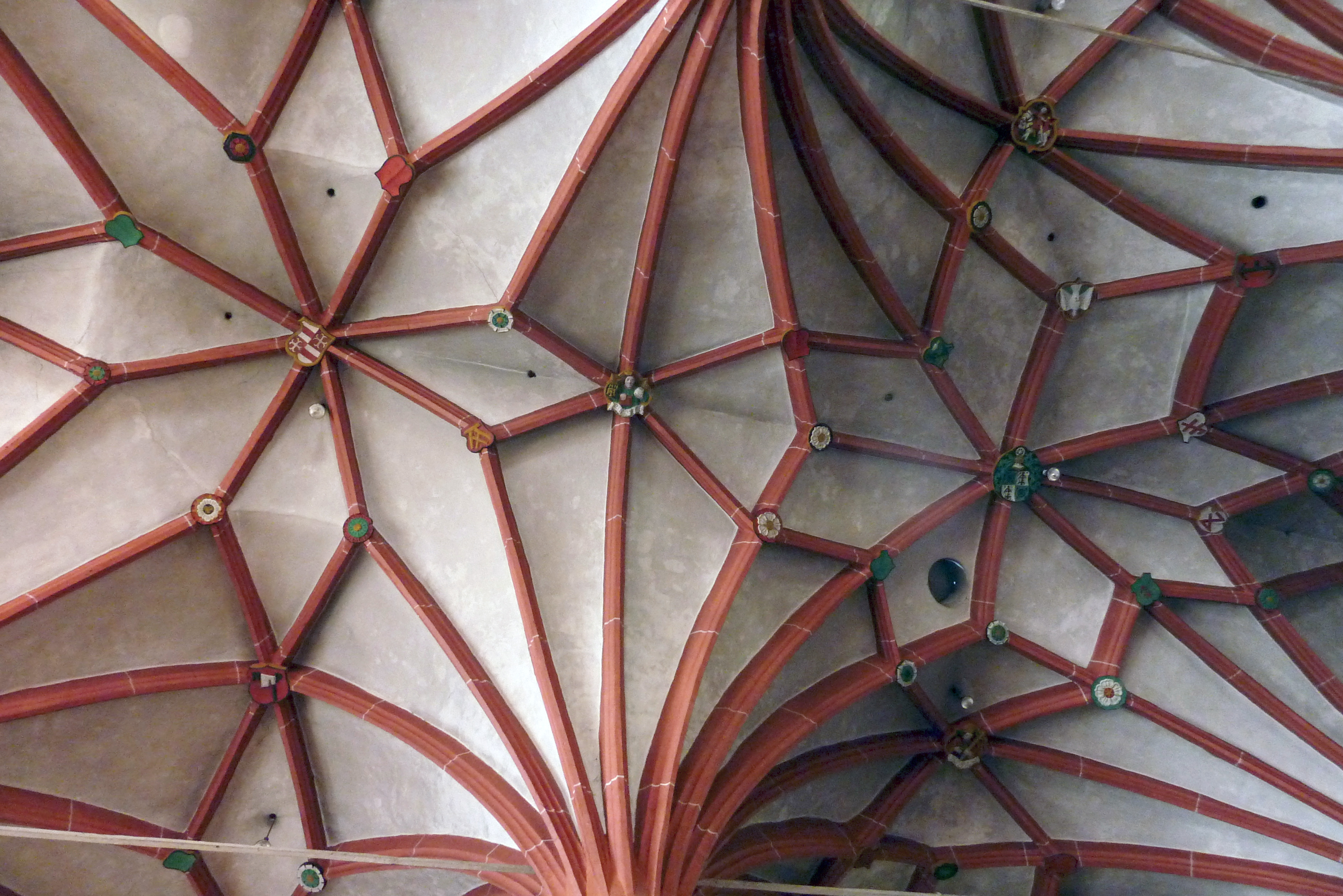
Stergewelf
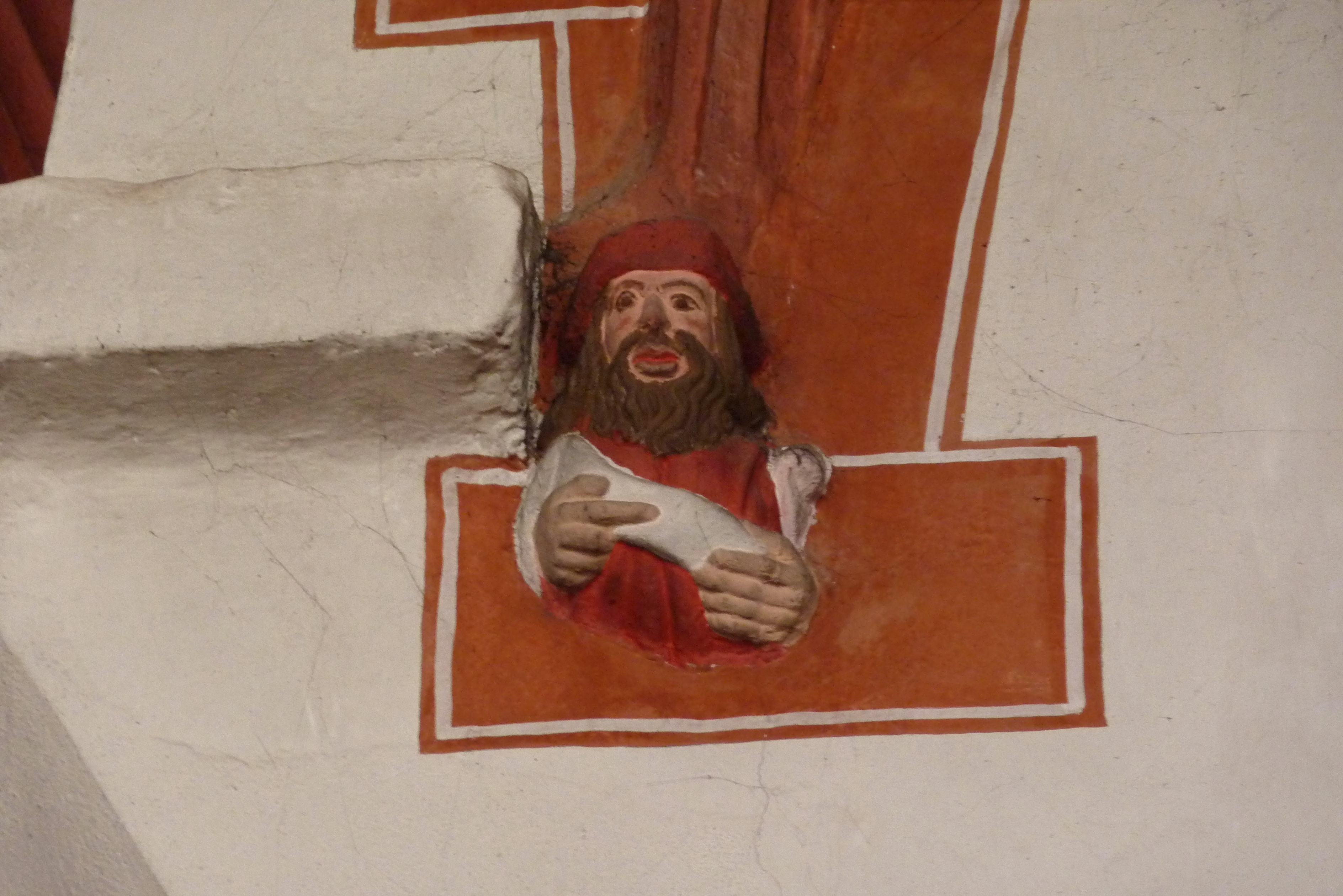
Console
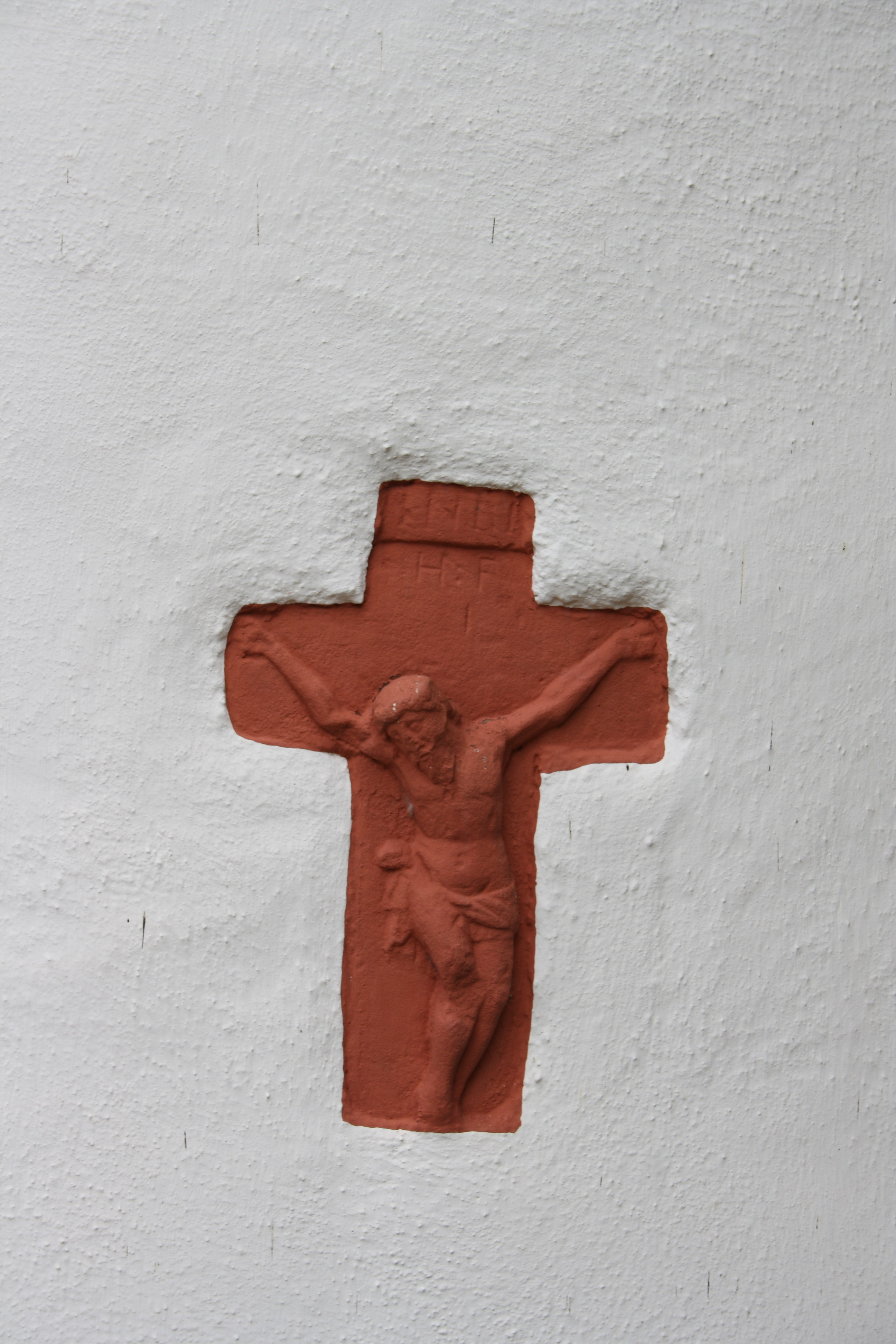
Crucifix aan de buitenmuur
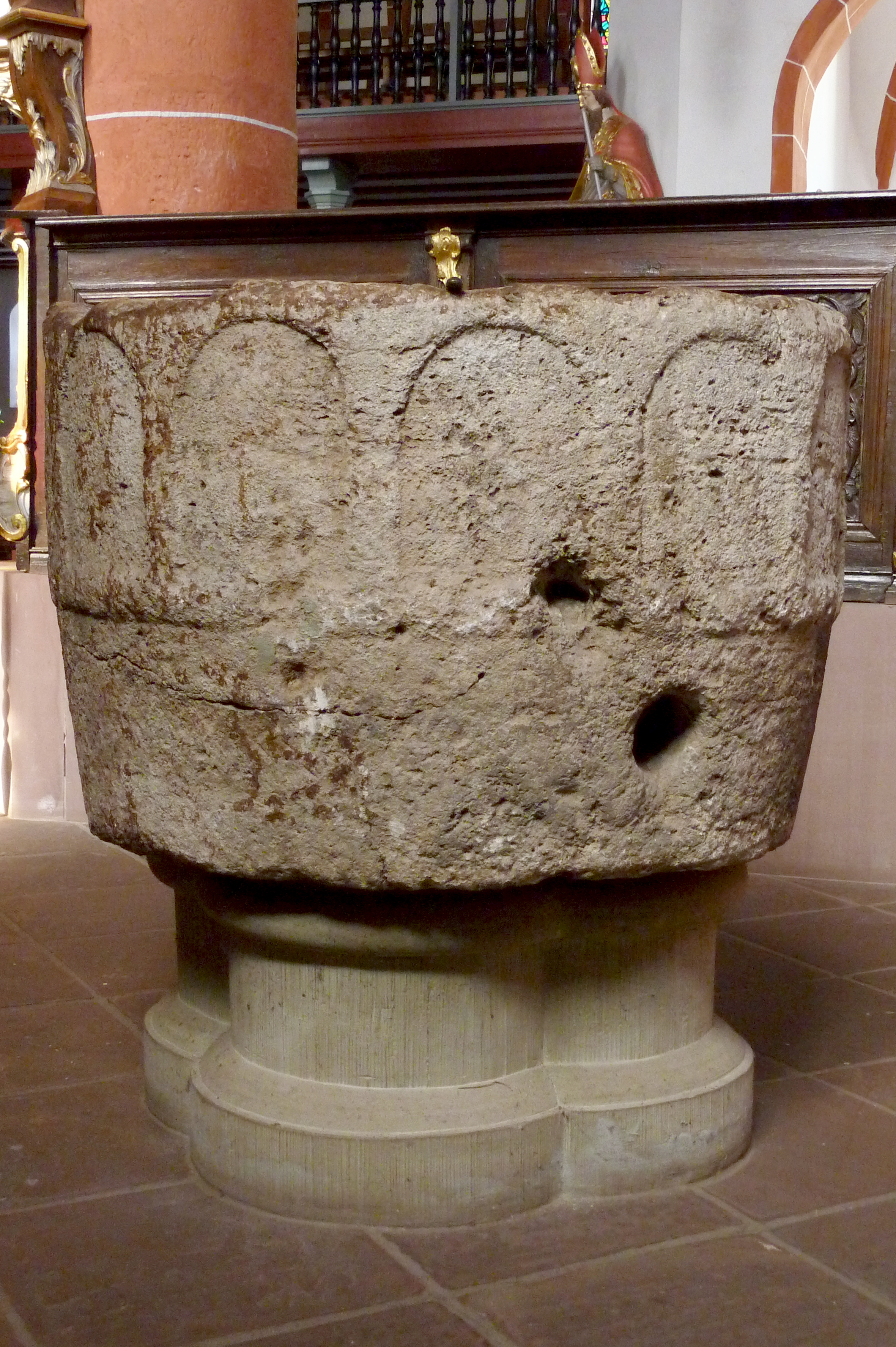
Doopvont
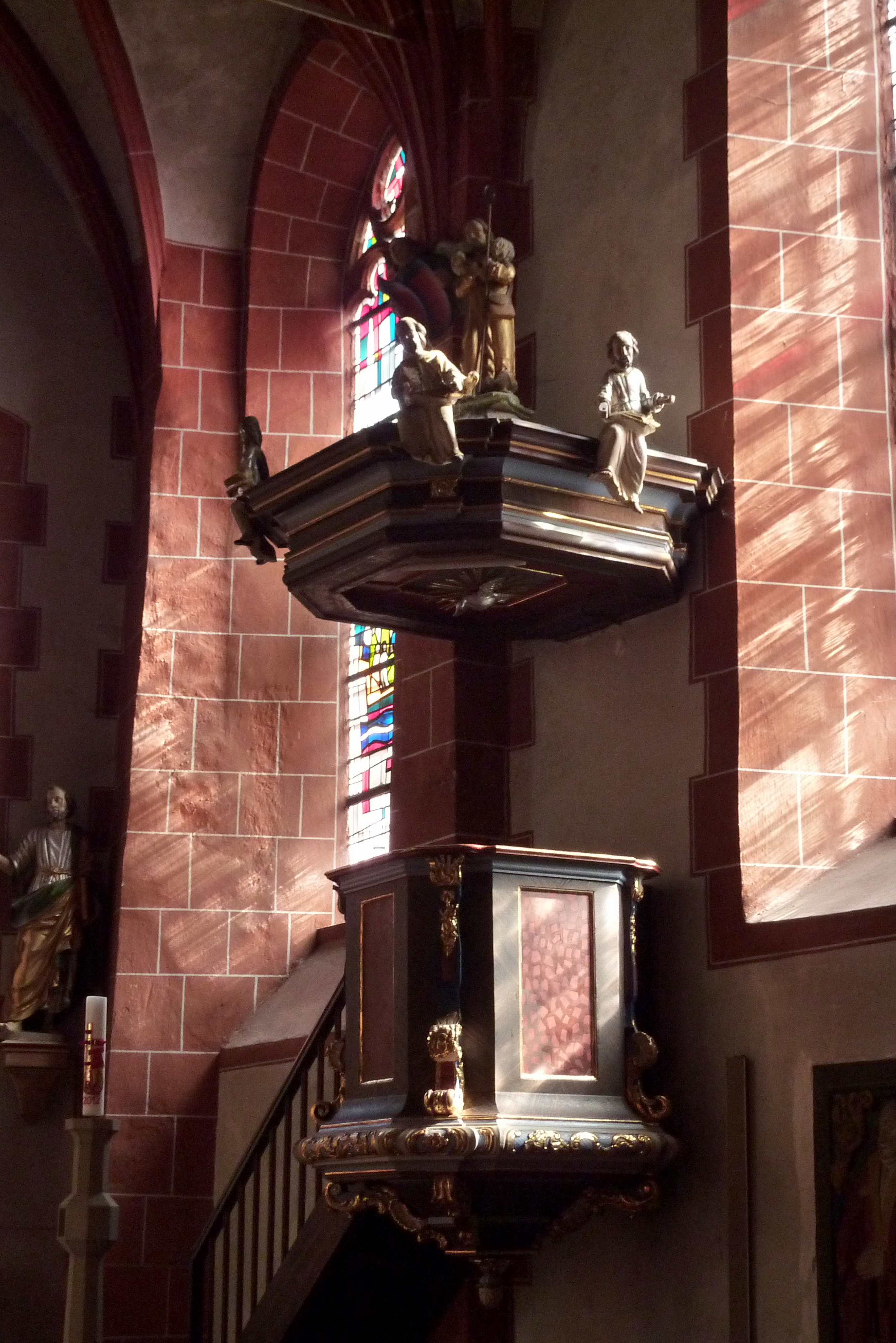
Kansel